# Josiane Zerubia
Josiane Zerubia est une chercheuse française. Elle est directrice de recherche à l'Inria (DRCE), Université Côte d'Azur. Elle est à l'origine d'avancées majeures dans le domaine de la télédétection en ayant eu recours à des modèles stochastiques. 
Elle a encadré de nombreuses équipes de recherche de l'Inria comme Ayana (2020-2024), Ayin (2012-2016), Ariana (1998-2011) et Pastis (1995-1997).
Elle a été professeur (PR1) à l'ISAE-Supaéro (Toulouse) de 1999 à 2020.

## Formation
Josiane Zerubia fait un post-doctorat à l'institut SIPI de l'Université de Californie du Sud (USC) à Los Angeles. Elle fait de la recherche au Laboratoire de Signaux et Systèmes (LASSY) (Université de Nice/CNRS) de 1984 à 1988 à HP en France ainsi qu'au laboratoire HP de Palo Alto de 1982 à 1984.
Elle reçoit son diplôme d'ingénieur de l'École nationale supérieure d'ingénieurs électriciens de Grenoble (ENSIEG, aujourd'hui regroupée au sein de Grenoble INP) en 1981, son doctorat d'ingénieur en 1986, son doctorat d'Université en 1988 ainsi que son Habilitation en 1994. Tous obtenus avec l'Université Nice-Sophia-Antipolis (aujourd'hui Université Côte d'Azur),.

## Travaux
Elle est chercheuse permanente à l'Inria depuis 1989.
Depuis 2020, elle est à la tête de l'équipe exploratoire de recherche Ayana de l'Inria. Cette équipe traite de champs de recherches variés : calcul stochastique, traitement d'images, intelligence artificielle, télédétection en lien avec des systèmes embarqués.

## Principaux prix ou distinctions
- Doctor Honoris Causa de l'Université de Szeged en Hongrie (2020)[14]
- IEEE Fellow (2003)[15]
- Chevalier de l'ordre national du Mérite (proposé par le Ministre de la recherche en 2002[16])

## Liste de publications notables

### Livres
- En tant qu'autrice
  - (en) Markov Random Fields in Image Segmentation, now, 2012 (ISBN 978-1-60198-588-0, lire en ligne)
- En tant qu'éditrice scientifique 
  - (en) Mathematical Models for Remote Sensing Image Processing: Models and Methods for the Analysis of 2D Satellite and Aerial Images, Springer International Publishing, 2018 (ISBN 978-3-319-66328-9, lire en ligne)

### Articles de recherche
- Mathias Ortner, Xavier Descombes et Josiane Zerubia, « A Marked Point Process of Rectangles and Segments for Automatic Analysis of Digital Elevation Models », IEEE Transactions on Pattern Analysis and Machine Intelligence, vol. 30, no 1,‎ 2008 (DOI 10.1109/TPAMI.2007.1159)
- Radu Stoica, Xavier Descombes et Josiane Zerubia, « A Gibbs point process for road extraction from remotely sensed images », International Journal of Computer Vision, vol. 57, no 2,‎ 2004 (lire en ligne)
- Hassan Foroosh, Josiane Zerubia et Marc Berthod, « Extension of Phase Correlation to Subpixel Registration », IEEE transactions on image processing, vol. 11,‎ mars 2002 (DOI 10.1109/83.988953)